# Drapeau du Koweït
Le drapeau du Koweït est le drapeau civil et le drapeau d'État et pavillon national de l'État du Koweït. Il a été créé dès l'indépendance du pays lorsque le protectorat britannique fut expiré. Il a été promulgué par la loi le 7 septembre 1961 (27 Rabi 1 1381 AH) et hissé officiellement le 24 novembre 1961.

Construction du drapeau

Le drapeau est constitué de trois bandes horizontales d'égale largeur et d'un trapèze, situé près du mât, dont la hauteur occupe un quart de la longueur du drapeau.
Les couleurs du drapeau sont inspirées d'un poème de Safie Al-Deen Al-Hili :
- Le noir symboliserait la défaite des ennemis sur le champ de bataille.
- Le rouge représente le sabre rougi de leur sang.
- Le blanc la pureté de leurs actions.
- Le vert la fertilité de leurs pays.

## Drapeau du protectorat
En 1899, le Koweït signe un traité de protection avec le Royaume-Uni. Le drapeau est composé des deux couleurs blanche et rouge, la première pour la Grande-Bretagne et la deuxième pour l'Islam. On retrouve celles-ci dans les drapeaux des autres émirats. Il est inscrit en blanc le libellé « كويت », soit Koweït en arabe, ainsi que les symboles musulmans du croissant et de l'étoile.
En 1914, le Koweït devient un protectorat britannique ; le croissant et l'étoile disparaissent mais une bande blanche est présente sur le bord du battant.

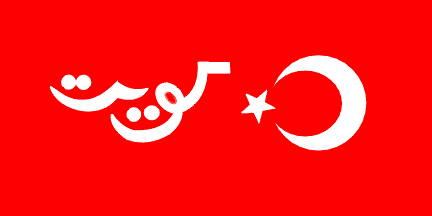
1899-1909
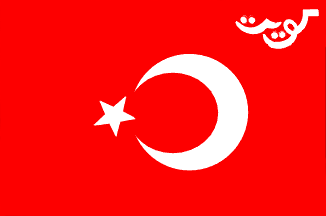
1909-1915
1915-1956
1956, avec la chahada écrite verticalement